# Römische Historische Mitteilungen
Die Römischen Historischen Mitteilungen (kurz RHM bzw. RHMitt) sind eine geschichtswissenschaftliche Fachzeitschrift, die 1956/57 erstmals erschien und von Leo Santifaller begründet worden ist. Als Herausgeber fungiert seit 2014 Andreas Gottsmann, Direktor des Österreichischen Historischen Instituts beim Österreichischen Kulturforum in Rom.
Die Beiträge der Fachzeitschrift sind in deutscher oder italienischer Sprache verfasst.

## Erscheinungsweise
Die Zeitschrift erscheint jährlich mit einem Band im Umfang von 300 bis 550 Seiten und zwar sowohl gedruckt als auch online. Eingereichte Beiträge durchlaufen ein Peer-Review-Verfahren.